# Guvernementet Simbirsk
Guvernementet Simbirsk var ett guvernement i Kejsardömet Ryssland, 1796-1928.
Det begränsades av Kazan, Samara, varifrån det skiljdes av Volga,
samt Saratov, Pensa och Nizjnij Novgorod. Det var 49 495
km2 1 997 500 invånare (1912), varav två tredjedelar ryssar,
återstoden mordviner (12 procent), tjuvasjer (8
procent) och tatarer (8 procent). Omkring 150 000 var muslimer och 1 000 judar, de övriga ryska ortodoxa eller dissenters.
Sedan 1851 var guvernementet indelat i åtta kretsar (ujezd): Simbirsk, Alatyr, Ardatov, Buinsk, Karsun, Kurmysj, Sengilej och Syzran.
Landet genomflöts av Volga, som delvis bildade gräns i öster, och dess bifloder Sura, Svijaga och Usa samt var med undantag av den bergiga stranden vid Volga en fullkomligt jämn eller obetydligt kuperad slätt med utomordentligt fruktbar jordmån. De särskilt i norr vidsträckta skogarna upptog 30 procent av arealen,
medan åkerjorden utgjorde över 50 procent.
Jordbruk och boskapsskötsel var huvudnäringar. De viktigaste sädesslagen var vete, råg, korn och havre;
dessutom odlades mycket potatis samt något tobak,
hampa och lin. Fisket i Volga var betydligt. Av mineral finnas endast svavel, asfalt och
gips. Skeppsbyggen och skogsavverkning bedrevs i inte obetydlig skala. Hemslöjden var mycket betydande,
fabriksindustrien jämförelsevis mindre.
Simbirsk var tidigare en del av det tatariska Kazankhanatet, men kom vid dettas erövring 1552 under Ivan IV Vasiljevitjs herravälde. 1780 upphöjdes det till guvernement och fick sitt största omfång 1850. De ursprungliga mordvinerna förlorade snart sin etnografiska enhet,
mest efter mitten av 1800-talet.